# Radulphius petropolis
Radulphius petropolis är en spindelart som beskrevs av Alexandre B. Bonaldo och Buckup 1995. Radulphius petropolis ingår i släktet Radulphius och familjen sporrspindlar. Inga underarter finns listade i Catalogue of Life.